# تاو العذراء
تاو العذراء (τ Vir, τ Virginis) نجم منفرد في كوكبة العذراء  بقدر ظاهري 4.28  المسافة إلى تاو العذراء، استنادا إلى قياسات اختلاف المنظر النجمي تعادل 225 سنة ضوئية تقريباً مع هامش خطأ ± 3 سنة ضوئية.التصنيف النجمي A2IV/V, نجم من نجوم النسق الأساسي نوع-A
يبلغ عمرة حولي 700 مليون سنة ويدور حول نفسة بسرعة 186 كم/ث . وتقدر كتلة هذا النجم بضعف كتلة الشمس ويعادل نصف قطرة 160٪ من نصف قطر الشمس  ويضيء اشد بي 70 ضعف سطوع الشمس ودرجة حرارة الغلاف الجوي الخارجي 8413 كلفن .